# Germania Turnverein Building
Germania Turnverein Building, známá také jako Commercial Printing Company, je historická komerční stavba stojící v Lancasteru, Lancaster County v Pensylvánii. Byla postavena v letech 1897–1898 na místě taverny z 18. století na North Market Street. Má 3 patra a je postavena z cihel v pozdně viktoriánském stylu. Nechal ji zbudovat Philip Lebzelter (1829–1906) jako prostory k pronájmu. Jméno má po sociální organizaci Germania Turnverein, která zde sídlila v letech 1899 až 1912.
V roce 1980 byla zařazena do National Register of Historic Places.